# Грбови Северне Америке
Државе и зависне територије Северне Америке имају следеће грбове:
| Земља                       | Носилац  | Грб | Мото                                                            | Чланак                            |
| --------------------------- | -------- | --- | --------------------------------------------------------------- | --------------------------------- |
| Антигва и Барбуда           | непознат |     | Свако предузима, сви постижу                                    | Грб Антигве и Барбуде             |
| Америчка Девичанска Острва  | непознат |     | Уједињени у поносу и нади                                       | Грб Америчких Девичанских Острва  |
| Ангвила                     | непознат |     | Снага и издржљивост                                             | Грб Ангвиле                       |
| Аруба                       | непознат |     | Без                                                             | Грб Арубе                         |
| Барбадос                    | непознат |     | Понос и индустрија                                              | Грб Барбадоса                     |
| Бахами                      | непознат |     | Напред, више, даље заједно                                      | Грб Бахама                        |
| Белизе                      | непознат |     | У сенци цветам                                                  | Грб Белизеа                       |
| Бермуда                     | непознат |     | Штагод нам судбина носи                                         | Грб Бермуда                       |
| Бонер                       | непознат |     | Без                                                             | Грб Бонера                        |
| Британска Девичанска Острва | непознат |     | На опрезу                                                       | Грб Британских Девичанских Острва |
| Гватемала                   | непознат |     | Земља вечног пролећа                                            | Грб Гватемале                     |
| Гренада                     | непознат |     | Увек свесни Бога, тежимо, градимо и напредујемо као један народ | Грб Гренаде                       |
| Гренланд                    | непознат |     | Без                                                             | Грб Гренланда                     |
| Гвадалупе                   | непознат |     | Без                                                             | Грб Гваделупеа                    |
| Доминика                    | непознат |     | После Бога је Земља                                             | Грб Доминике                      |
| Доминиканска Република      | непознат |     | Бог, отаџбина, слобода                                          | Грб Доминиканске Републике        |
| Салвадор                    | непознат |     | Бог, унија, слобода                                             | Грб Салвадора                     |
| Јамајка                     | непознат |     | Из мноштва, један народ                                         | Грб Јамајке                       |
| Канада                      | непознат |     | Од мора до мора                                                 | Грб Канаде                        |
| Костарика                   | непознат |     | Заувек живели рад и земља                                       | Грб Костарике                     |
| Куба                        | непознат |     | Отаџбина или смрт                                               | Грб Кубе                          |
| Кајманска острва            | непознат |     | Основао је на мору                                              | Грб Кајманских острва             |
| Курасао                     | непознат |     | Без                                                             | Грб Курасаоа                      |
| Мексико                     | непознат |     | Без                                                             | Грб Мексика                       |
| Мартиник                    | непознат |     | Без                                                             | Грб Мартиника                     |
| Монсерат                    | непознат |     | Свако доприноси, сви постижу                                    | Грб Монсерата                     |
| Никарагва                   | непознат |     | Без                                                             | Грб Никарагве                     |
| Панама                      | непознат |     | За добро света                                                  | Грб Панаме                        |
| Порторико                   | непознат |     | Јован је његово име                                             | Грб Порторика                     |
| Саба                        | непознат |     | Са веслима и једрима                                            | Грб Порторика                     |
| Света Луција                | непознат |     | Земља, људи, светло                                             | Грб Свете Луције                  |
| Свети Бартоломеј            | непознат |     | Пеликан                                                         | Грб Светог Бартоломеја            |
| Свети Винсент и Гренадини   | непознат |     | Мир и правда                                                    | Грб Светог Винсента и Гренадина   |
| Свети Еустахије             | непознат |     | Поносан и самоуверен                                            | Грб Светог Еустахија              |
|                             | непознат |     | Земља изнад појединца и Јединство у тројству                    | Грб Светог Китса и Невиса         |
| Свети Мартин                | непознат |     | Увек напредује                                                  | Грб Светог Мартина                |
| Свети Мартин                | непознат |     | Колективитет Свети Мартин                                       | Грб Колективитета Светог Мартина  |
| Свети Пјер и Микелон        | непознат |     | С мора, рад                                                     | Грб Светог Пјера и Микелона       |
| Сједињене Америчке Државе   | непознат |     | Из мноштва, једно                                               | Грб САД                           |
| Тринидад и Тобаго           | непознат |     | Заједно тежимо, заједно постижемо                               | Грб Тринидада и Тобага            |
| Туркс и Каикос острва       | непознат |     | Један народ, једна нација, једна судбина                        | Грб Туркса и Каикос острва        |
| Хаити                       | непознат |     | Јединство чини снагу                                            | Грб Хаитија                       |
| Хондурас                    | непознат |     | Слободан, независан и суверен                                   | Грб Хондураса                     |